# Willem Frederik Reinier Suringar
Willem Frederik Reinier Suringar (Leeuwarden, 28 december 1832 - Leiden, 12 juli 1898) was een Nederlandse botanicus. Zijn vader was Gerard Tjaard Nicolaas Suringar, uitgever in Leeuwarden waar zijn broer Hugo Suringar, eveneens uitgever was.
Van 1850 tot 1855 studeerde Suringar geneeskunde aan de Rijksuniversiteit Leiden, waarbij hij ook onderwezen werd in de botanie. Het laatste jaar van zijn studie volgde hij ook les in de microscopie aan de Rijksuniversiteit Utrecht bij Pieter Harting. Op 13 maart 1857 promoveerde hij cum laude aan de Rijksuniversiteit Leiden, waarna hetzelfde jaar nog werd benoemd tot buitengewoon hoogleraar in de botanie.
Nadat hortusdirecteur Willem Hendrik de Vriese in 1857 voor onderzoek vertrok naar Nederlands-Indië nam Suringar zijn taken waar als directeur van de Hortus botanicus Leiden. Kort na het vertrek van De Vriese werd Suringar al geconfronteerd met de annexatie van grond van de hortus die nog was verworven onder het directeurschap van Sebald Justinus Brugmans voor de bouw van de Sterrewacht Leiden . Nadat De Vriese in januari 1862 overleed, nog geen jaar na zijn terugkeer uit Nederlands-Indië, werd Suringar definitief benoemd tot hortusdirecteur en gewoon hoogleraar in de botanie. Suringar werkte bij de hortus samen met zijn rechterhand, hortulanus Heinrich Witte. In 1864 vond de geboorte plaats van zijn zoon Jan Suringar, die later zijn naam veranderde in Jan Valckenier Suringar (1864-1932). Na de dood van herbariumdirecteur F.A.W. Miquel in 1871 nam Suringar ook de taak van directeur van het Rijksherbarium op zich.
Suringar stichtte een botanische school in Leiden, die studenten aantrok als Hugo de Vries, M.W. Beijerinck en Melchior Treub. Suringar was een prominent lid van de Nederlandsche Botanische Vereeniging, die zich in zijn tijd vooral bezighield met de inheemse flora van Nederland. In 1870 publiceerde hij zijn Handleiding tot het bepalen van de in Nederland wildgroeiende planten dat uitgegeven werd door zijn vader. Dit succesvolle boek verscheen vanaf de vierde druk in 1880 onder de titel Zakflora, waarbij er tussen 1870 en 1920 dertien drukken verschenen.
In 1884 en 1885 was Suringar voor wetenschappelijk onderzoek in West-Indië waarbij hij werd vergezeld door de geologen Karl Martin en Gustaaf Molengraaff, de entomoloog J.R.H. Neervoort van de Poll en botanicus Jacob van Breda de Haan. Suringars aandacht werd hier getrokken door het plantengeslacht Melocactus uit de cactusfamilie. Na zijn terugkeer in Leiden liet hij een succulentenkas bouwen in de hortus om  Melocactus te kweken. Samen met zijn zoon hield hij zich bezig met tekenen, fotograferen en het beschrijven van meerdere Melocactus-soorten. De planten die de Suringars kweekten, zijn allemaal dood en de soorten die zij beschreven, werden door de cactus-specialisten Nathaniel Lord Britton en Joseph Nelson Rose geïdentificeerd als behorende tot slechts één enkele soort.
In 1867 was Suringar lid geworden van de Koninklijke Nederlandse Akademie van Wetenschappen. Op 12 juli 1898 werd hij dood aangetroffen in het Botanisch Laboratorium, waarna hij werd opgevolgd door Jacobus Marinus Janse als hortusdirecteur en hoogleraar in de botanie.

## Selectie van werken
- Waarnemingen over de prikkelbaarheid der Droserabladen, 1853
- Observationes Phycologicae in Floram Batavam, 1855
- Nieuw beschreven en voor onze flora nieuwe zoetwaterwieren, verzameld in Drenthe, 1861
- Botanische excursie naar het eiland Schiermonnikoog, 1861
- De sarcine, onderzoek naar de plantaardige natuur, den lichaamsbouw en de ontwikkelingswetten van dit organisme, 1865
- Algae japonicae Musei botanici lugduno-batavi, 1870
- Handleiding tot het bepalen van de in Nederland wildgroeiende planten, 1870, drie drukken
- Zakflora, 1880 tot 1920, tien drukken
- Phylogenetische schets, 1895
- Illustrations du genre Melocactus par W.F.R. Suringar, continuées par J. Valckenier Suringar, 1897, 1903 & 1905, drie delen